# 野菜チップス

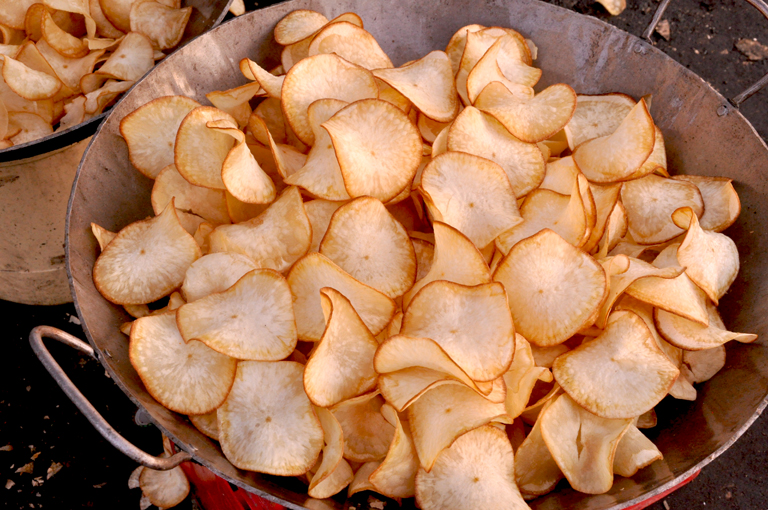
キャッサバを揚げたチップス。

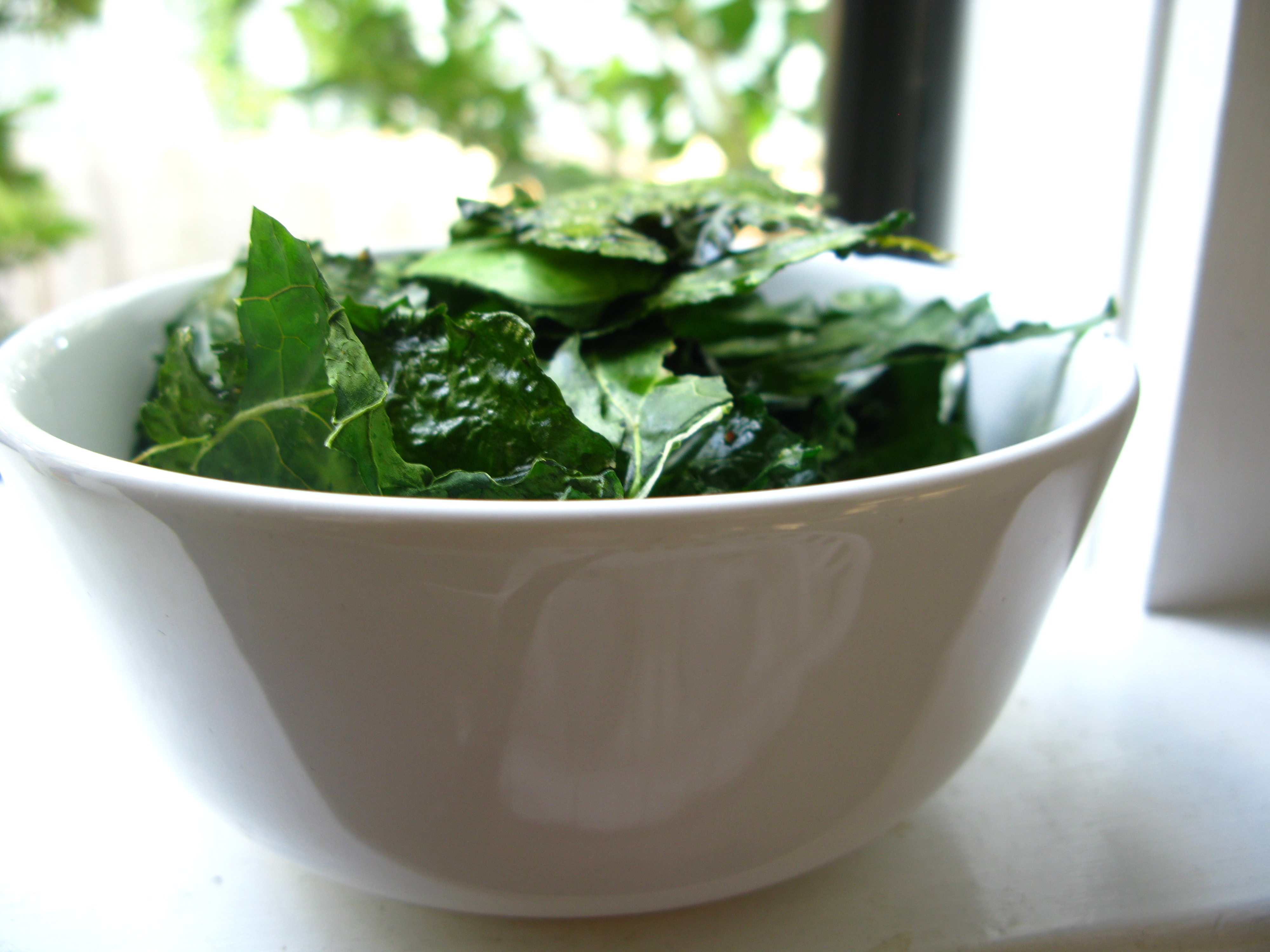
ケールチップス。

野菜チップス（やさいチップス、英: vegetable chips, veggie chips）とは、ジャガイモ以外の野菜を材料としたチップス。製法には揚げ焼き、揚げる、干す、天火焼きなどがあり、多様な根菜や葉菜が用いられる。スナックとして食べたり、ディップなどほかの食品と合わせたり、料理のトッピングに用いたりする。米国では工業的に生産されており、多くのブランドから一般消費者向けに販売されている。
ポテトチップスも「野菜チップス」と見なせるが、チップス類の中で最も一般化しているためそれ以外の野菜チップスとは別のカテゴリに分類される。

## 製法と原料
野菜チップスは薄切りの野菜を揚げ焼きにしたり、揚げたり、天火焼きにしたり、干したりして作る。野菜の薄切りに少量の油（特に「心臓にいい」とされるオリーブオイル）を絡め、カリッとするまでオーブンで焼くタイプのチップスは、油で揚げるタイプよりも健康的だとされている。加熱調理を行わず、野菜をスライスして乾燥させるだけの単純なタイプも存在する。薄く均一にスライスするため野菜スライサーが用いられることが多い。
材料としてはさまざまな根菜や葉菜が用いられる。その例には、ニンジン、カブ、ルタバガ、パースニップ、根パセリ、根チャービル、根セロリ（セロリアック）、テーブルビート、ハツカダイコン、キクイモ、タロイモ、マランガ（サトイモ科の一種）、ヤマサトイモ、サツマイモ、バターナッツカボチャ、タマネギ、ニンニク、ズッキーニ、ヤム、キャッサバ、ケール、ホウレンソウ、ウイキョウ、ヒカマなどが挙げられる。味付けには塩、海塩、コショウ、ケイジャンスパイス、カレー粉、オールスパイス、チポトレ粉、スイートパプリカ、スモークパプリカ、アドボ調味液、乾燥チャイブなど多様な調味料が用いられる。大量生産の野菜チップスには防腐剤やグルタミン酸ナトリウムが添加されることがある。家庭で作れるレシピも数多く存在する。

野菜チップス
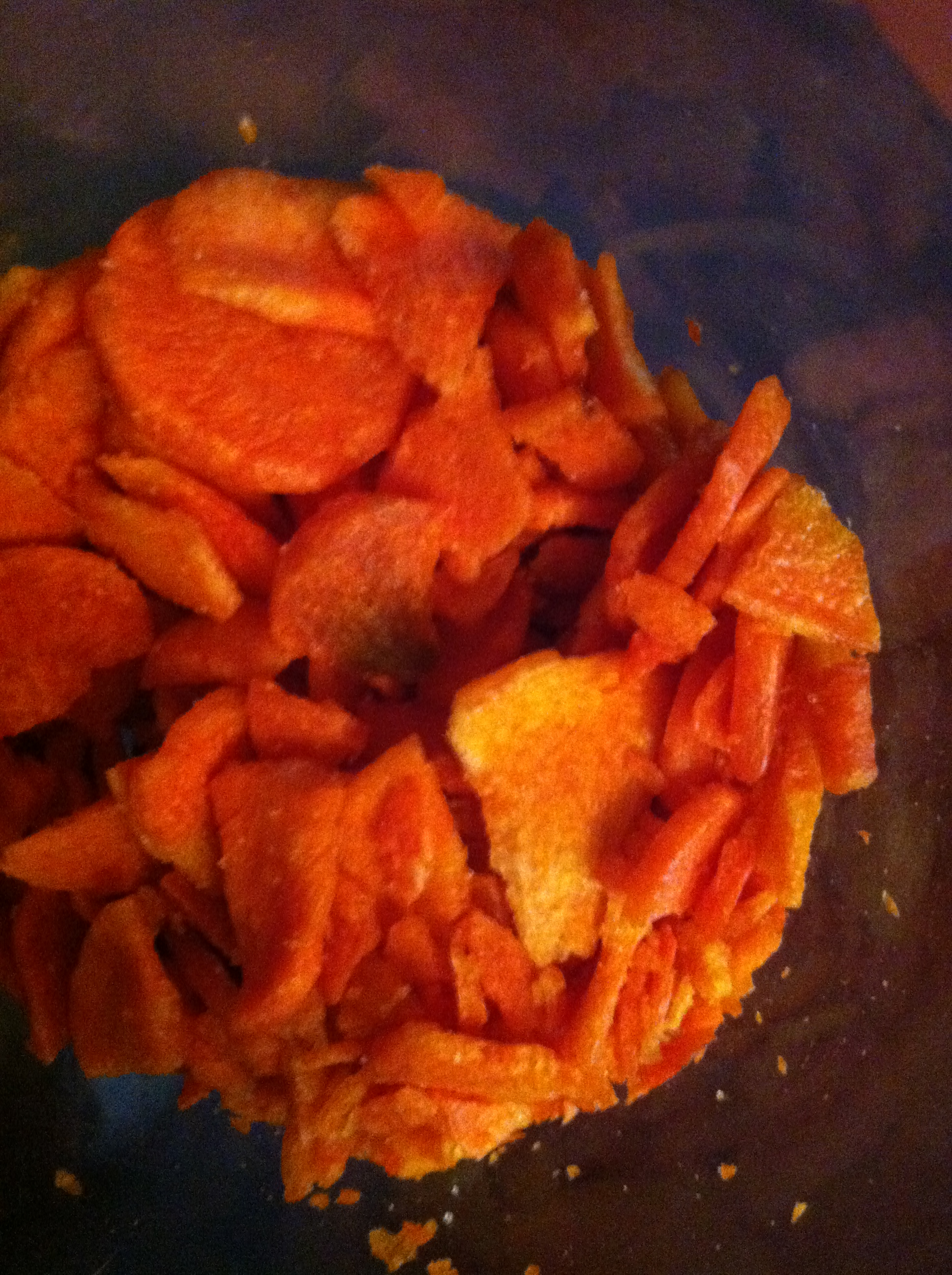
ニンジンチップス。
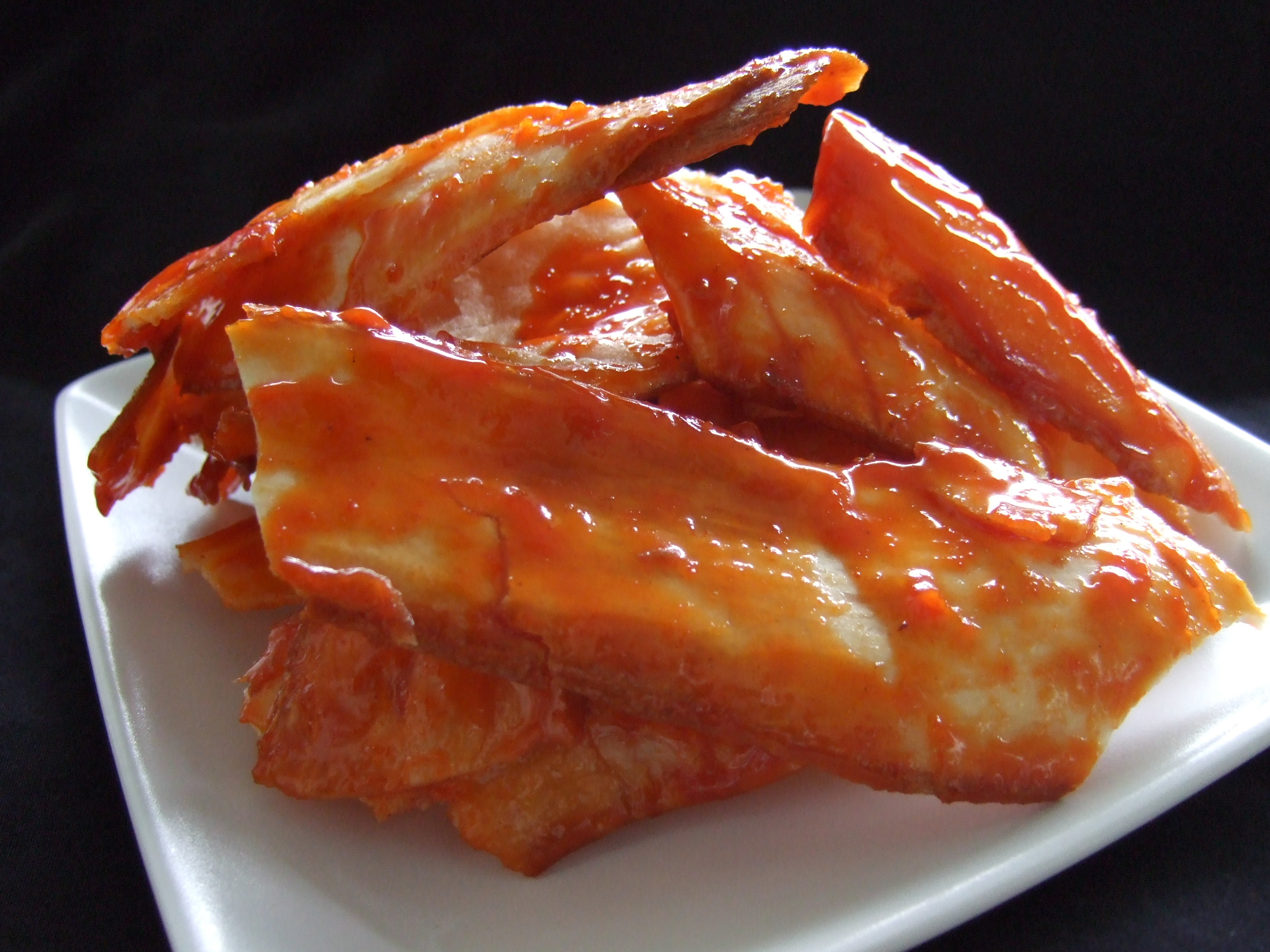
チリソースをまぶしたキャッサバチップス（インドネシア、バンダールランプン）。
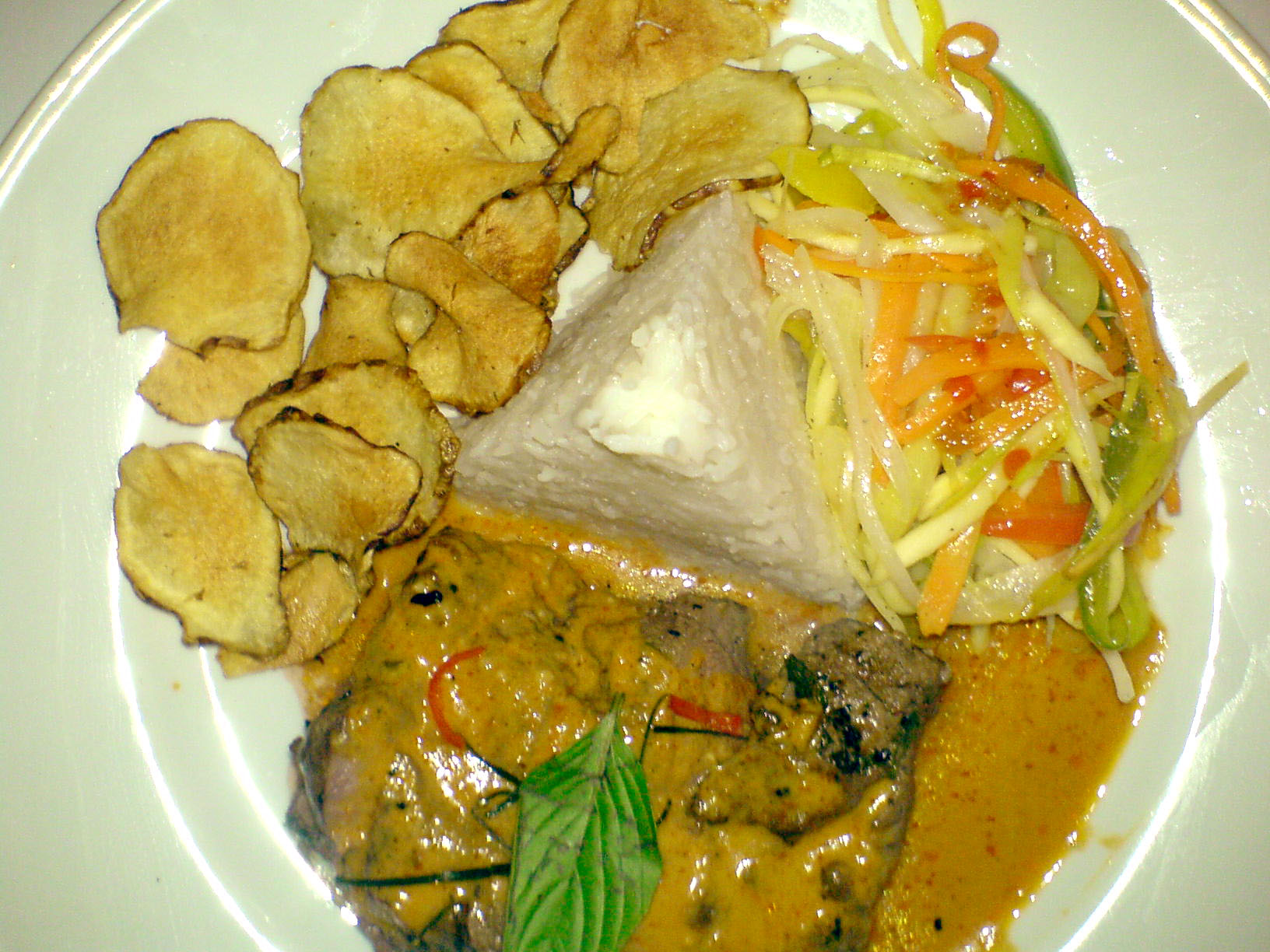
カレー料理のプレートに添えられたキクイモチップス（左上）。
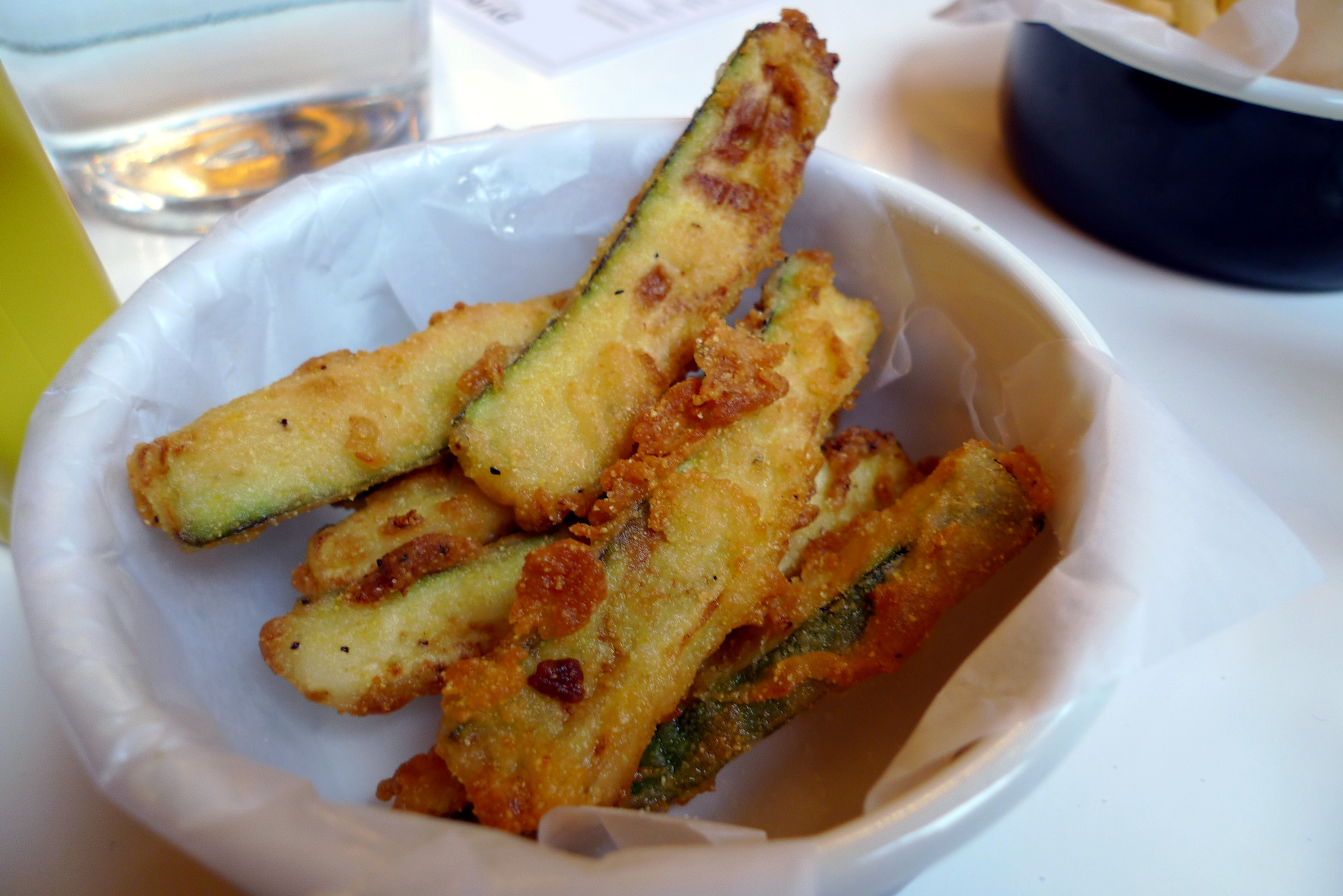
ズッキーニチップス。
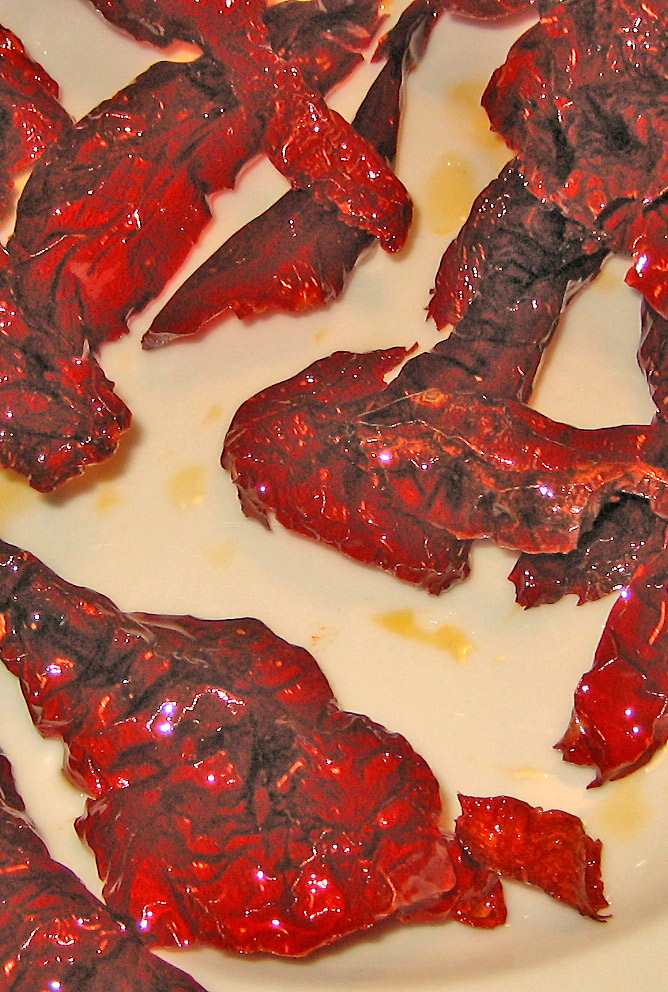
ペペローネ・クルスコ（英語版）チップス（イタリア、バジリカータ州）。

### ニンジンチップス
ニンジンを揚げるか乾燥させたもの。米国ではコネティカット・カントリー・フェア・スナックスやキャロフ・フーズなどの企業によって工業的に生産されている。

### キャッサバチップス

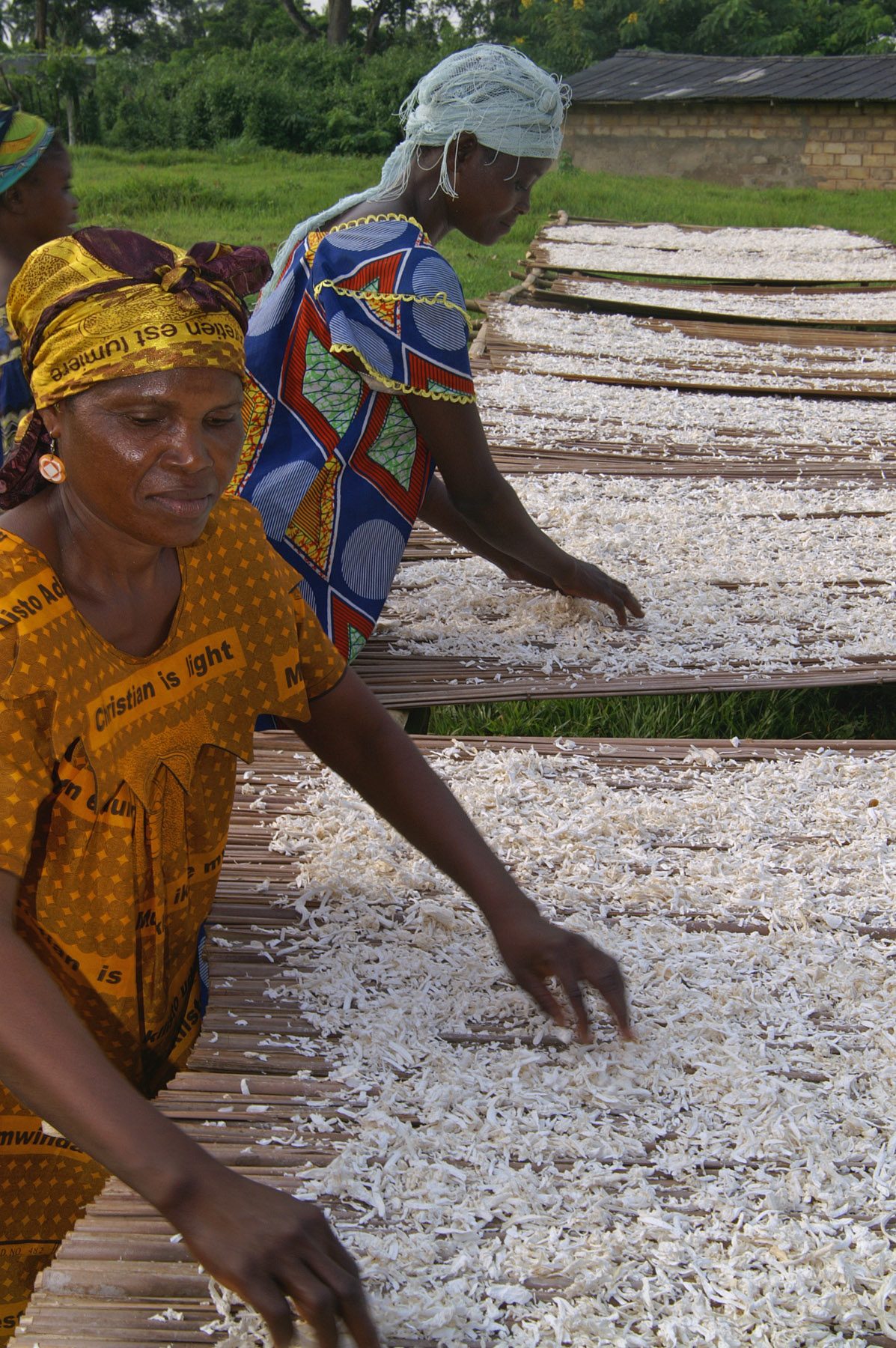
コンゴ共和国において、乾燥中のキャッサバチップス。

キャッサバチップスはコンゴ共和国、ガーナ、マラウィなどアフリカの広い地域で一般的に見られる食品である。ガーナではコンコンテと呼ばれる。ガーナでは乾燥キャッサバチップスを家畜飼料の炭水化物成分を補うためにも用いる。マラウィではキャッサバを水に浸け、スライスしてから干してチップスにする。キャッサバの生産地から市場に出荷されるのはこの形態が主体である。
生のキャッサバを薄切りにしてそのまま揚げる以外にも、キャッサバ粉の生地を用いる方法もある。生地を蒸し、薄切りにして乾燥させてから油で揚げる。この方式のキャッサバ粉チップスはインド、インドネシア、マレーシア、フィリピンで人気がある。 

### ケールチップス
ケールが栄養価に注目を受けて流行の食品になり、ケールチップスも人気となった。ケールチップスには根や球根ではなく葉の部分を用いるため、油や塩が加えられることが多い。調味料や香料が添加されることもある。

### ニガウリチップス
ニガウリはアジア、アフリカ、カリブ海地域で一般的な植物である。実の薄切りを天日干しにするか、衣をつけて揚げることでチップスにする。

## 消費・利用形態
スナック菓子として食べたり、サルサやワカモレ、豆ディップなどさまざまなディップとともに食べたりする。スープやサラダのような料理のトッピングとしても用いられる。

## 商業生産
米国では各種の野菜チップスが商業的に生産され、スーパーマーケットで販売されている。

### ブランドとメーカー
ポテトチップスを除く野菜チップスのメーカーにはカルビー、Beanitos、Terra、Food Should Taste Good、Garden Veggie Snacks、JicaChips、Sensible Portions、Tyrrells、Uprooted などがある。